# Kőhalmi Péter
Kőhalmi Péter (Miskolc, 1962. november 20. –) Magyar Sajtófotó díjas magyar fotográfus, válogatott síversenyző, siklóernyős.

## Pályafutása
Szülei Kőhalmi Dezső és Mészáros Sára (1931–2007). Kohóipari technikus végzettséget szerzett, de ezekben az időkben csak hobbi szinten fotózott. 1978–1986 között a Vasas Fotóklub tagja (később vezetője) volt és több elismerést nyert a fotóival. Az 1970-es évek végétől aktív síversenyző volt, később pedig siklóernyős lett.
2002-ben abba hagyta a sportkarrierjét és az Észak-Magyarország fotóriportere lett. Képeit közölte a Spanyolnátha, a Népszabadság, a Figyelő, a Nemzeti Sport, a National Geographic magazin és a francia hírügynökség, az AFP.
Önálló kiállítása Az utolsó szénégető címmel 2005-ben nyílt a Miskolci Galériában. 2005-ben a Magyar Sajtófotó társadalomábrázolás, dokumentarista fotográfia kategóriájának díját nyerte el. A Szondi-telep című fotókiállítása 2012. november 9. és december 6. között volt megtekinthető a budapesti Bethlen Galériában. 2015 szeptemberében a belvárosi Fuga építészeti központban Szerzetesek címmel rendezett tárlaton voltak láthatóak a felvételei. A Jézus Társasága Magyarországi Rendtartománya tizenegy  fotóművészt, köztük Kőhalmit kérte fel, hogy a Szerzetesek Éve alkalmából készítse egyéni reflexiók alapján alkotásokat magyar szerzetesekről.

## Magánélete
Budapesten él. Nős, két gyermek édesapja.